# Apango
Apango-se de uma localidade, chefe do Município do Mártir da Cuilapa, no Estado mexicano de Guerrero. Está localizado na região central do estado cerca de 35 km de distância da capital do estado de Chilpancingo de los Bravo.

## Demografia
Os resultados mostraram que o conde II da População e da Habitação em 2005 pelo Instituto Nacional de Estatística, Geografia e Informática, da cidade de Apango tinha 3987 habitantes, dos quais 1870 eram do sexo masculino e 2111 eram mulheres.

## Atrações
Levada semelhante ao apantle em apangoTiene muitos monumentos, bem como as ruínas que Apantle em Nahualt tubo através do qual corre a água que fica mais ao sul da sua pequena secundário. 
Outro é o templo de São Francisco de Assis, construído em meados do século XVII a maioria de suas pinturas foram destruídos, mas a capela onde há ainda algumas pinturas são preservadas. A ponte é um local de interesse (danificado, mas o presidente municipal tenta reconstruir) a criação de uma legenda é a de que a ponte foi construída em 1910, de acordo com sangue.

## História
Durante a época pré-hispânica, Apango era habitada por coixcas, as pessoas que conseguiram manter a sua soberania perante a Aztecs. Em 1780, houve uma epidemia de peste negra que devastou a população. Em 1824, houve uma doença de varíola que os sobreviventes atordoados população da peste negra. No início dos anos 1930, houve também diversas doenças. No final de 2007 existiam problemas entre católicos.

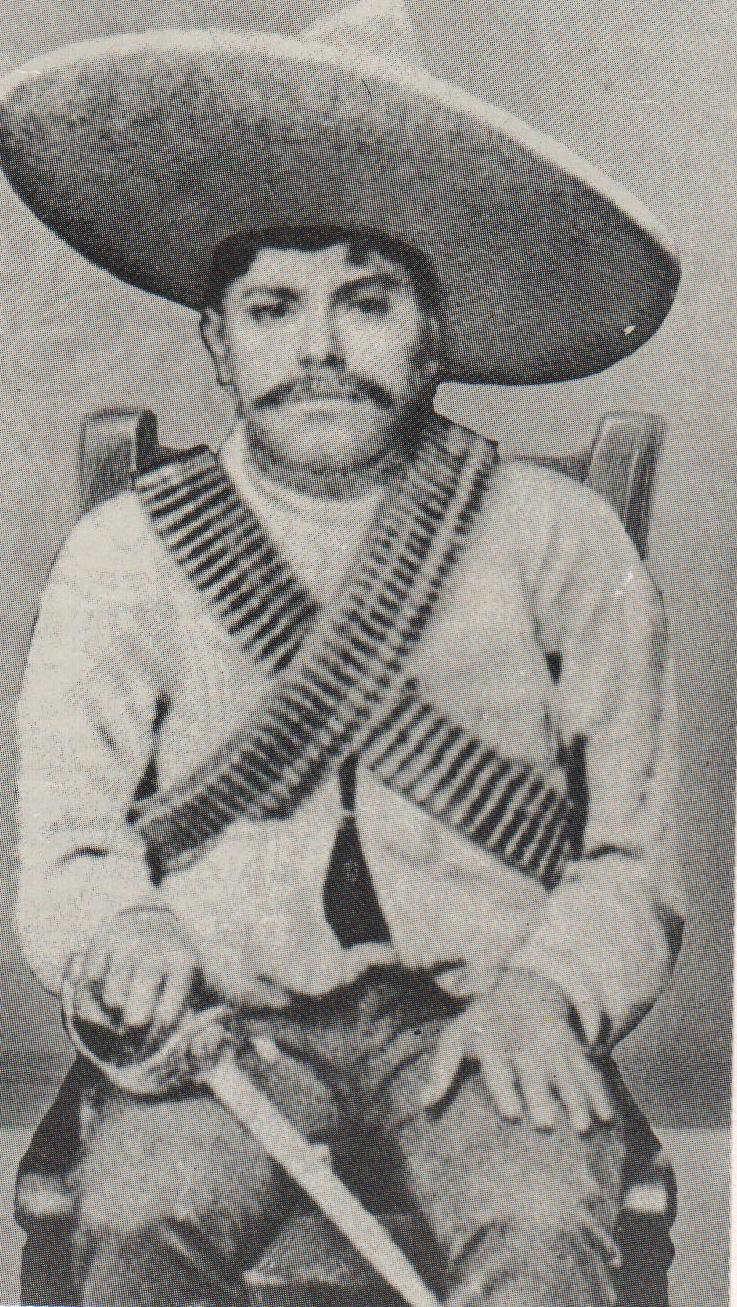
Diaz encarnação foi sepultado na cidade.

## Festas e tradições
Aniversário Parte 4 em outubro em homenagem a São Francisco de Assis e de fevereiro a 12 dias da Virgem de Guadalupe. Tudo começa no terceiro domingo de janeiro com a tradicional dança dos bonecos, bonecos que estão armados dois metros de altura e são seguidos por crianças vestidas de diferentes maneiras. Anteriormente o prefeito deu prêmios para os melhores vestidos, o maior prêmio foi de US $ 1000 pesos, a segunda em US $ 500 pesos, ea terceira em US $ 100 pesos. E assim ele continua a cada domingo até 12 de fevereiro. Em 28 de outubro de se comemorar o dia de São Judas Thaddeus desde 2004, embora nós somos um partido é muito grande consideração. 
No sexo masculino danças também estão deixando a cidade para ir a um bem distantes e chegar no dia seguinte. As pessoas dizem que irá pedir para semear as chuvas, por isso é dito que cada vez que você vá, chove

## Facilidades na aldeia
tem um centro saúde que atende pessoas a partir de 6 aldeias, também tem um mercado que caters 8 comunidades, é o principal serviço de transporte e as pessoas sem transporte seria incomunicável com Tixtla.
Problemas com o transporte, em março
Em 5 de março de 2008, os membros do trabalho, bloqueando alguns táxis locais que já têm mais de um ano servindo o povo. Quatro famílias foram já disse que os proprietários de transportes na cidade. Essas famílias têm cada quatro licenças e os seus condutores não dar-lhes qualquer concessão, quando necessitam de uma concessão eles ameaçam com cintos de segurança e dizer claramente que, embora eles não estão indo trabalhar para deixar alguém mais trabalho no transporte, mas já tem mais de dois anos, com as suas autorizações temporárias, estas pessoas chamar-lhes "piratas para taxistas" que eles não têm permissão.
Em abril de abril ACTUA desafiados a outro grupo chamado "Piratas".